# Principautés unies de Moldavie et de Valachie
1859–1881
Entités précédentes :
- « Principautés danubiennes » :
  Principauté de Moldavie
 Principauté de Valachie

Entités suivantes :
- Royaume de Roumanie

Principautés unies de Moldavie et de Valachie, ou « principautés roumaines », est le nom officiel de la Roumanie après l’union de la Valachie et de la Moldavie sous le sceptre du prince Alexandre Jean Cuza en 1859. Le 5 février 1862, les deux principautés fusionnent leurs institutions sous le nom de « Principautés unies de Roumanie ». À partir de 1866, elles sont reconnues par l’Empire ottoman et les autres puissances comme un seul État : la « principauté de Roumanie » (communément appelée parfois « Petite Roumanie »). Comme les principautés de Valachie et de Moldavie auparavant, la principauté de Roumanie est vassale de l’Empire ottoman, sans être pour autant une province turque, comme le montrent par erreur beaucoup d’atlas historiques occidentaux. Elle est reconnue par l’Empire ottoman et les autres puissances comme un État souverain à l’issue de la guerre russo-turque de 1878, pour finir érigée en royaume de Roumanie en 1881. 
Le terme de « principautés roumaines » inclut souvent également la principauté de Transylvanie, en raison de son importante population roumanophone. L’expression « principautés danubiennes » désigne souvent les anciennes principautés de Moldavie et de Valachie vassales de l’Empire ottoman mais pas la Transylvanie, qui n’était pas gouvernée par des dirigeants roumains et orthodoxes, mais magyars et catholiques ou protestants, et qui ne fut attribuée à la Roumanie qu’à l’issue de la Première Guerre mondiale.

## Histoire

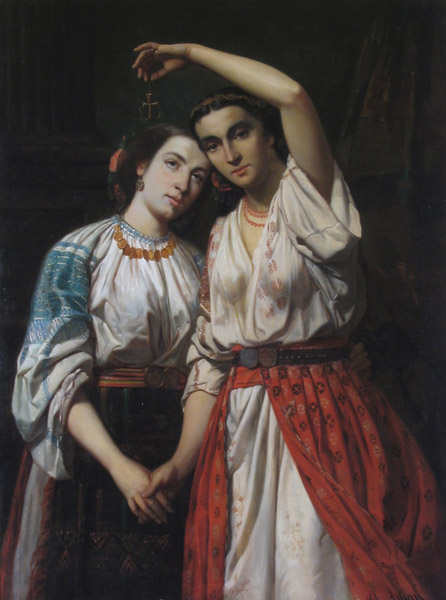
Valachie (bleu) et Moldavie (rouge), par Theodor Aman, 1856.

Après quatre siècles de vassalité envers l’Empire ottoman, les principautés de Moldavie et de Valachie sont placées sous la protection de la Russie par le traité d'Andrinople du 14 septembre 1829, tout en restant liées à l’Empire ottoman. La révolution roumaine de 1848 est, comme celle de 1821 auparavant, sévèrement réprimée, mais à l’issue de la guerre de Crimée, le traité de Paris de 1856 confirme l’autonomie des deux principautés et restitue à la Moldavie le Boudjak (russe depuis 1821, voir Bessarabie). À la suite de la réunion de deux assemblées consultatives, un « acte organique » est adopté par la conférence de Paris, le 7 août 1858 (dans le calendrier julien en usage dans les principautés), le 19 août 1858 (dans le calendrier grégorien). Le colonel Alexandru Ioan Cuza, représentant du courant humaniste roumain, est élu prince de Moldavie le 5 (17) janvier et de Valachie le 24 janvier (5 février) 1859. La France et la Grande-Bretagne reconnaissent la double élection à la conférence de Paris. L’Empire ottoman par le firman du 4 décembre 1861 et l’Empire russe acceptent alors l’union des deux principautés. Les deux Assemblées fusionnent en 1862. 

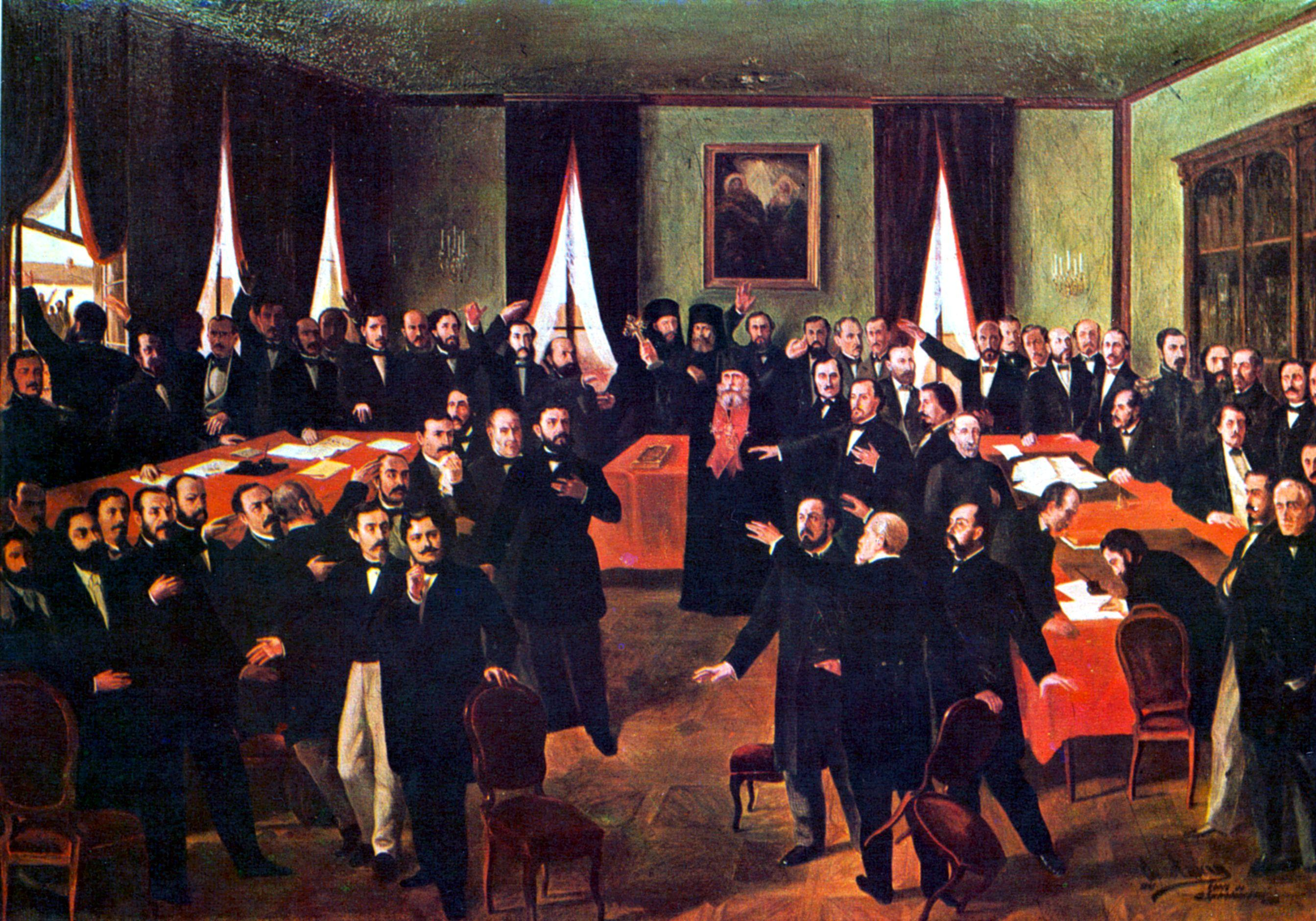
Proclamation de l'Union des Principautés danubiennes le 24 janvier 1859, par Theodor Aman.

Cuza engage d’importantes réformes (sécularisation des immenses domaines ecclésiastiques, enseignement primaire obligatoire et gratuit, libération des Roms) mais il les fait passer « à la hussarde » et il est renversé en 1866 par une « monstrueuse coalition » entre conservateurs effrayés et libéraux jugeant insuffisantes ces réformes. À la recherche d'un soutien international suffisant pour faire entendre la voix de leur petit pays au carrefour des empires des Habsbourg, des tsars et des Ottomans, la classe politique roumaine cherche un candidat lié aux maisons régnantes en Europe. Leur choix initial se porte sur Philippe de Belgique, comte de Flandre, frère de Léopold II, roi des Belges. Le parlement élit, sans avoir averti le principal intéressé, ce prince belge à l'unanimité des voix en qualité de hospodar des principautés roumaines unies le 23 février 1866 ; mais ce dernier refuse cette nomination. Après le désistement belge, c'est le prince allemand Charles de Hohenzollern-Sigmaringen qui est choisi et accepte de régner le 10/22 mai 1866 sous le nom de Carol Ier. 
Une Assemblée constituante est convoquée qui vote une nouvelle Constitution, promulguée le 1/13 juin. La Roumanie participe à la guerre russo-turque du côté russe et y gagne son indépendance, proclamée le 9/21 mai 1877. Le traité de Berlin du 13 juillet 1878 reconnaît cette indépendance (art. 43), sous réserve d’abroger l’article 7 de la Constitution qui, sous la vassalité ottomane, définissait le pays comme « chrétien orthodoxe » et plaçait les non-orthodoxes sous la protection du sultan ottoman ou de l'empereur austro-hongrois. Traditionnellement, les Ottomans considèrent les Principautés roumaines unies, comme situées dans le Dar el Ahd (« maison de la trêve », en arabe : دار العهد), qui définit de jure leur statut d’États chrétiens orthodoxes vassaux du sultan « commandeur des croyants » musulmans, états dont seuls les orthodoxes pouvaient être citoyens : les musulmans, avdétis, romaniotes et séfarades étaient sujets et protégés de l’Empire ottoman, les catholiques, protestants et ashkénazes étaient sujets et protégés de l’empire des Habsbourg ou des états d’Europe centrale et occidentale dont ils étaient originaires. Certaines fonctions, droits et devoirs, comme servir l’État, accomplir le service militaire, acquérir des terres et ouvrir des entreprises, étaient réservées aux citoyens orthodoxes dans cet ancien statut, dont l’article 7 était l’héritage et l’expression.
Outre son indépendance, la Roumanie obtient les bouches du Danube, l’Île des Serpents et les deux tiers nord de la Dobroudja avec le port de Constanța, mais perd le Boudjak en Bessarabie. Le 10 mai 1881, la principauté devient royaume de Roumanie, la date du 10 mai devenant fête nationale jusqu’en 1947 (proclamation de la république le 30 décembre).